# بني حلو (بني سلمان)
بني حلو هي إحدى مشيخات المملكة المغربية، تتبع جغرافيا لإقليم شفشاون وإداريًا لبني سلمان. يقدر عدد سكانها بـ 4184 نسمة حسب الإحصاء الرسمي للسكان والسكنى لسنة 2004.